# Rio Iguatemi
Rio Iguatemi är ett vattendrag i Brasilien.   Det ligger i delstaten Mato Grosso do Sul, i den södra delen av landet, 1 100 km sydväst om huvudstaden Brasília.
Trakten runt Rio Iguatemi består huvudsakligen av våtmarker. Runt Rio Iguatemi är det ganska glesbefolkat, med 32 invånare per kvadratkilometer.